# 2. Bundesliga 2015-16
La temporada 2015-16 de la 2. Bundesliga correspondió a la 42ª edición de la Segunda División de Alemania. La fase regular comenzó a disputarse el 24 de julio de 2015 y terminó el 15 de mayo de 2016.

## Sistema de competición
Participaron en la 2. Bundesliga 18 clubes que, siguiendo un calendario establecido por sorteo, se enfrentaron entre sí en dos partidos, uno en terreno propio y otro en campo contrario. El ganador de cada partido tuvo tres puntos, el empate otorgó un punto y la derrota, cero puntos.
El torneo se disputó entre los meses de julio de 2015 y mayo de 2016. Al término de la temporada, los dos primeros clasificados ascendieron a la 1. Bundesliga, y el tercer clasificado disputó su ascenso con el antepenúltimo clasificado de la 1. Bundesliga. Los dos últimos descendieron a la 3. Liga y el antepenúltimo clasificado disputó su permanencia con el tercer clasificado de la 3. Liga.

## Relevo anual de clubes
| Pos  | Descendidos de la 1. Bundesliga |
| ---- | ------------------------------- |
| 17.º | Friburgo                        |
| 18.º | Paderborn 07                    |

| Pos | Ascendidos de la 2. Bundesliga |
| --- | ------------------------------ |
| 1.º | Ingolstadt 04                  |
| 2.º | Darmstadt 98                   |

| Pos  | Descendidos de la 2. Bundesliga |
| ---- | ------------------------------- |
| 17.º | Erzgebirge Aue                  |
| 18.º | Aalen                           |

| Pos | Ascendidos de la 3. Liga |
| --- | ------------------------ |
| 1.º | Arminia Bielefeld        |
| 2.º | Duisburgo                |

### Clubes participantes
| Club                   | Ciudad                  | Entrenador           | Estadio                       | Aforo  | Marca        | Patrocinador               |
| ---------------------- | ----------------------- | -------------------- | ----------------------------- | ------ | ------------ | -------------------------- |
| 1. FC Heidenheim 1846  | Heidenheim an der Brenz | Frank Schmidt        | Voith-Arena                   | 10.001 | Nike         | Hartmann Gruppe            |
| 1. FC Kaiserslautern   | Kaiserslautern          | Konrad Fünfstück     | Fritz-Walter-Stadion          | 49.780 | uhlsport     | Maxda                      |
| 1. FC Union Berlin     | Berlín                  | Sascha Lewandowski   | Alte Försterei                | 18.432 | Uhlsport     | kfzteile24                 |
| Arminia Bielefeld      | Bielefeld               | Norbert Meier        | Schüco Arena                  | 27.300 | Saller       | getgoods.de                |
| Eintracht Braunschweig | Brunswick               | Torsten Lieberknecht | Eintracht-Stadion             | 25.540 | Nike         | SEAT                       |
| F.C. Núremberg         | Núremberg               | René Weiler          | Grundig-Stadion               | 46.780 | Adidas       | Wolf Möbel                 |
| Fortuna Düsseldorf     | Düsseldorf              | Frank Kramer         | ESPRIT arena                  | 54.600 | Puma         | o.tel.o                    |
| FSV Fráncfort          | Fráncfort del Meno      | Tomas Oral           | Frankfurter Volksbank Stadion | 10.826 | Saller       | Frankfurt Skyline          |
| Greuther Fürth         | Fürth                   | Stefan Ruthenbeck    | Trolli Arena                  | 18.000 | Hummel       | Ergo Direkt Versicherungen |
| Karlsruher SC          | Karlsruhe               | Markus Kauczinski    | Wildparkstadion               | 32.306 | Hummel       | Klaiber Markisen           |
| MSV Duisburgo          | Duisburgo               | Gino Lettieri        | Schauinsland-Reisen-Arena     | 31.514 | Nike         | Black Crevice              |
| RB Leipzig             | Leipzig                 | Ralf Rangnick        | Red Bull Arena                | 44.199 | Nike         | Red Bull                   |
| S.C. Friburgo          | Friburgo                | Christian Streich    | Schwarzwald-Stadion           | 24.000 | Nike         | Ehrmann                    |
| SC Paderborn 07        | Paderborn               | Stefan Effenberg     | Benteler-Arena                | 15.000 | Saller       | kfzteile24                 |
| FC St. Pauli           | Hamburgo                | Ewald Lienen         | Millerntor-Stadion            | 29.546 | Under Armour | Relentless                 |
| SV Sandhausen          | Sandhausen              | Alois Schwartz       | Hardtwaldstadion              | 12.100 | Puma         | Machmeier Energy           |
| TSV 1860 Múnich        | Múnich                  | Benno Möhlmann       | Allianz Arena                 | 69.901 | uhlsport     | Volkswagen                 |
| VfL Bochum             | Bochum                  | Gertjan Verbeek      | Rewirpowerstadion             | 30.748 | Nike         | Netto/BOOSTER Energy Drink |

### Cambio de entrenadores
| Equipo         | DT Saliente      | Fecha de salida          | Pos. | DT Sucesor         | Fecha de llegada         |
| -------------- | ---------------- | ------------------------ | ---- | ------------------ | ------------------------ |
| Union Berlín   | Norbert Düwel    | 31 de agosto de 2015     | 14°  | Sascha Lewandowski | 1 de septiembre de 2015  |
| Kaiserslautern | Kosta Runjaić    | 23 de septiembre de 2015 | 12°  | Konrad Fünfstück   | 23 de septiembre de 2015 |
| 1860 Múnich    | Torsten Fröhling | 6 de octubre de 2015     | 17°  | Benno Möhlmann     | 6 de octubre de 2015     |
| Paderborn 07   | Markus Gellhaus  | 6 de octubre de 2015     | 15°  | Stefan Effenberg   | 13 de octubre de 2015    |

### Equipos porLänder
| Región                      | N.º | Equipos                                                                            |
| --------------------------- | --- | ---------------------------------------------------------------------------------- |
| Renania del Norte-Westfalia | 5   | Arminia Bielefeld, VfL Bochum, MSV Duisburgo, Fortuna Düsseldorf y SC Paderborn 07 |
| Baden-Württemberg           | 4   | 1. FC Heidenheim, SC Friburgo, Karlsruher SC y SV Sandhausen                       |
| Baviera                     | 3   | 1860 Múnich, SpVgg Greuther Fürth y 1. FC Núremberg                                |
| Berlín                      | 1   | 1. FC Union Berlin                                                                 |
| Hamburgo                    | 1   | FC St. Pauli                                                                       |
| Hesse                       | 1   | FSV Fráncfort                                                                      |
| Baja Sajonia                | 1   | Eintracht Braunschweig                                                             |
| Renania-Palatinado          | 1   | 1. FC Kaiserslautern                                                               |
| Sajonia                     | 1   | RB Leipzig                                                                         |

## Clasificación
- Actualizado el 15 de mayo de 2016

|  |     | Equipo                 | PJ | PG | PE | PP | GF | GC | DG  | PTS |
|  | --- | ---------------------- | -- | -- | -- | -- | -- | -- | --- | --- |
|  | 1.  | Friburgo               | 34 | 22 | 6  | 6  | 75 | 39 | +36 | 72  |
|  | 2.  | RB Leipzig             | 34 | 20 | 7  | 7  | 54 | 32 | +22 | 67  |
|  | 3.  | Núremberg              | 34 | 19 | 8  | 7  | 68 | 41 | +27 | 65  |
|  | 4.  | St. Pauli              | 34 | 15 | 8  | 11 | 45 | 39 | +6  | 53  |
|  | 5.  | Bochum                 | 34 | 13 | 12 | 9  | 57 | 41 | +16 | 51  |
|  | 6.  | Union Berlín           | 34 | 13 | 10 | 11 | 56 | 50 | +6  | 49  |
|  | 7.  | Karlsruher             | 34 | 12 | 11 | 11 | 35 | 37 | -2  | 47  |
|  | 8.  | Eintracht Braunschweig | 34 | 12 | 10 | 12 | 44 | 38 | +6  | 46  |
|  | 9.  | Greuther Fürth         | 34 | 13 | 7  | 14 | 49 | 55 | -6  | 46  |
|  | 10. | Kaiserslautern         | 34 | 12 | 9  | 13 | 49 | 47 | +2  | 45  |
|  | 11. | Heidenheim             | 34 | 11 | 12 | 11 | 41 | 39 | +2  | 45  |
|  | 12. | Arminia Bielefeld      | 34 | 8  | 18 | 8  | 38 | 39 | -1  | 42  |
|  | 13. | Sandhausen             | 34 | 12 | 7  | 15 | 40 | 50 | -10 | 40  |
|  | 14. | Fortuna Düsseldorf     | 34 | 9  | 8  | 17 | 32 | 47 | -15 | 35  |
|  | 15. | 1860 Múnich            | 34 | 8  | 10 | 16 | 32 | 46 | -14 | 34  |
|  | 16. | Duisburgo              | 34 | 7  | 11 | 16 | 32 | 54 | -22 | 32  |
|  | 17. | FSV Frankfurt          | 34 | 8  | 8  | 18 | 33 | 59 | -26 | 32  |
|  | 18. | Paderborn 07           | 34 | 6  | 10 | 18 | 28 | 55 | -27 | 28  |

| Leyenda |                                            |
|         | Asciende a 1. Bundesliga 2016-17.          |
|         | Promoción de ascenso a Bundesliga 2016-17. |
|         | Promoción de descenso a 3. Liga 2016-17.   |
|         | Desciende a 3. Liga 2016-17.               |

## Evolución de las posiciones
- Actualizado el 18 de mayo de 2016.

| Equipo / Jornada       | 1  | 2  | 3  | 4  | 5  | 6  | 7  | 8  | 9  | 10 | 11 | 12 | 13 | 14 | 15 | 16 | 17 | 18 | 19 | 20 | 21 | 22 | 23 | 24 | 25 | 26 | 27 | 28 | 29 | 30 | 31 | 32 | 33 | 34 |
| Equipo / Jornada       |    |    |    |    |    |    |    |    |    |    |    |    |    |    |    |    |    |    |    |    |    |    |    |    |    |    |    |    |    |    |    |    |    |    |
| ---------------------- | -- | -- | -- | -- | -- | -- | -- | -- | -- | -- | -- | -- | -- | -- | -- | -- | -- | -- | -- | -- | -- | -- | -- | -- | -- | -- | -- | -- | -- | -- | -- | -- | -- | -- |
| Friburgo               | 1  | 1  | 5  | 3  | 2  | 2  | 2  | 2  | 1  | 2  | 1  | 1  | 2  | 1  | 1  | 1  | 1  | 2  | 2  | 2  | 2  | 2  | 2  | 2  | 2  | 2  | 1  | 1  | 1  | 1  | 1  | 1  | 1  | 1  |
| RB Leipzig             | 6  | 5  | 2  | 6  | 5  | 4  | 4  | 6  | 6  | 5  | 3  | 2  | 1  | 3  | 2  | 2  | 2  | 1  | 1  | 1  | 1  | 1  | 1  | 1  | 1  | 1  | 2  | 2  | 2  | 2  | 2  | 2  | 2  | 2  |
| Núremberg              | 18 | 10 | 9  | 12 | 10 | 13 | 8  | 7  | 7  | 10 | 9  | 10 | 10 | 10 | 8  | 6  | 4  | 3  | 3  | 3  | 3  | 3  | 3  | 3  | 3  | 3  | 3  | 3  | 3  | 3  | 3  | 3  | 3  | 3  |
| St. Pauli              | 11 | 6  | 3  | 2  | 4  | 3  | 3  | 3  | 3  | 3  | 5  | 3  | 3  | 2  | 3  | 3  | 3  | 4  | 4  | 4  | 4  | 4  | 4  | 4  | 4  | 5  | 4  | 4  | 5  | 4  | 4  | 4  | 4  | 4  |
| Bochum                 | 4  | 2  | 1  | 1  | 1  | 1  | 1  | 1  | 2  | 1  | 2  | 4  | 4  | 6  | 6  | 8  | 8  | 6  | 6  | 5  | 5  | 5  | 5  | 5  | 5  | 4  | 5  | 5  | 4  | 5  | 5  | 5  | 5  | 5  |
| Union Berlín           | 9  | 12 | 13 | 13 | 14 | 10 | 13 | 13 | 12 | 13 | 13 | 15 | 14 | 14 | 13 | 13 | 15 | 14 | 13 | 13 | 12 | 13 | 9  | 11 | 9  | 10 | 8  | 9  | 7  | 6  | 6  | 6  | 7  | 6  |
| Karlsruher             | 14 | 16 | 11 | 8  | 11 | 14 | 15 | 14 | 14 | 14 | 12 | 12 | 11 | 9  | 11 | 11 | 14 | 11 | 9  | 11 | 9  | 9  | 11 | 10 | 8  | 9  | 10 | 8  | 10 | 8  | 7  | 7  | 8  | 7  |
| Eintracht Braunschweig | 16 | 15 | 17 | 11 | 8  | 6  | 6  | 4  | 5  | 4  | 7  | 5  | 5  | 4  | 7  | 4  | 6  | 5  | 5  | 6  | 6  | 6  | 6  | 6  | 6  | 8  | 9  | 7  | 9  | 10 | 10 | 9  | 6  | 8  |
| Greuther Fürth         | 5  | 4  | 8  | 10 | 13 | 8  | 7  | 5  | 4  | 6  | 8  | 6  | 6  | 7  | 5  | 7  | 7  | 9  | 10 | 12 | 11 | 11 | 12 | 8  | 10 | 7  | 7  | 10 | 8  | 7  | 8  | 10 | 11 | 9  |
| Kaiserslautern         | 2  | 3  | 7  | 4  | 6  | 9  | 10 | 12 | 11 | 9  | 10 | 11 | 13 | 11 | 10 | 9  | 9  | 8  | 8  | 10 | 8  | 7  | 8  | 9  | 11 | 12 | 12 | 11 | 11 | 11 | 11 | 11 | 9  | 10 |
| Heidenheim             | 7  | 8  | 6  | 7  | 3  | 5  | 5  | 9  | 8  | 7  | 4  | 8  | 8  | 8  | 9  | 10 | 11 | 10 | 11 | 8  | 10 | 10 | 7  | 7  | 7  | 6  | 6  | 6  | 6  | 9  | 9  | 8  | 10 | 11 |
| Arminia Bielefeld      | 10 | 11 | 10 | 14 | 12 | 11 | 12 | 11 | 13 | 12 | 14 | 14 | 12 | 13 | 14 | 14 | 12 | 13 | 12 | 9  | 13 | 12 | 13 | 13 | 13 | 13 | 13 | 13 | 12 | 13 | 13 | 13 | 12 | 12 |
| Sandhausen             | 3  | 7  | 4  | 5  | 7  | 7  | 11 | 10 | 10 | 8  | 6  | 7  | 7  | 5  | 4  | 5  | 5  | 7  | 7  | 7  | 7  | 8  | 10 | 12 | 12 | 11 | 11 | 12 | 13 | 12 | 12 | 12 | 13 | 13 |
| Fortuna Düsseldorf     | 8  | 13 | 14 | 17 | 18 | 15 | 16 | 15 | 16 | 16 | 16 | 16 | 16 | 16 | 17 | 15 | 13 | 15 | 15 | 15 | 14 | 15 | 15 | 15 | 16 | 16 | 15 | 15 | 15 | 15 | 14 | 15 | 15 | 14 |
| 1860 Múnich            | 12 | 17 | 15 | 16 | 16 | 17 | 17 | 17 | 17 | 17 | 17 | 17 | 17 | 17 | 16 | 17 | 17 | 17 | 17 | 17 | 17 | 17 | 16 | 16 | 15 | 15 | 16 | 16 | 16 | 17 | 16 | 14 | 14 | 15 |
| Duisburgo              | 17 | 18 | 18 | 18 | 17 | 18 | 18 | 18 | 18 | 18 | 18 | 18 | 18 | 18 | 18 | 18 | 18 | 18 | 18 | 18 | 18 | 18 | 18 | 18 | 18 | 18 | 18 | 18 | 18 | 18 | 18 | 17 | 16 | 16 |
| FSV Fráncfort          | 13 | 14 | 16 | 9  | 9  | 12 | 9  | 8  | 9  | 11 | 11 | 9  | 9  | 12 | 12 | 12 | 10 | 12 | 14 | 14 | 15 | 14 | 14 | 14 | 14 | 14 | 14 | 14 | 14 | 14 | 15 | 16 | 17 | 17 |
| Paderborn 07           | 15 | 9  | 12 | 15 | 15 | 16 | 14 | 16 | 15 | 15 | 15 | 13 | 15 | 15 | 15 | 16 | 16 | 16 | 16 | 16 | 16 | 16 | 17 | 17 | 17 | 17 | 17 | 17 | 17 | 16 | 17 | 18 | 18 | 18 |

## Resultados
- Los horarios corresponden al huso horario de Alemania (Hora central europea): UTC+1 en horario estándar y UTC+2 en horario de verano

### Primera rueda
| Duisburgo              | 1 - 3 | Kaiserslautern     | Schauinsland-Reisen-Arena     | 24 de julio | 20:30 |
| Greuther Fürth         | 1 - 0 | Karlsruher         | Trolli Arena                  | 25 de julio | 13:00 |
| St. Pauli              | 0 - 0 | Arminia Bielefeld  | Millerntor-Stadion            | 25 de julio | 15:30 |
| FSV Fráncfort          | 0 - 1 | RB Leipzig         | Frankfurter Volksbank Stadion | 25 de julio | 15:30 |
| Paderborn 07           | 0 - 1 | Bochum             | Benteler-Arena                | 26 de julio | 13:30 |
| Eintracht Braunschweig | 1 - 3 | Sandhausen         | Eintracht-Stadion             | 26 de julio | 15:30 |
| Union Berlín           | 1 - 1 | Fortuna Düsseldorf | Alte Försterei                | 26 de julio | 15:30 |
| Heidenheim             | 1 - 0 | 1860 Múnich        | Voith-Arena                   | 26 de julio | 15:30 |
| Friburgo               | 6 - 3 | Núremberg          | Schwarzwald-Stadion           | 27 de julio | 20:15 |

| Núremberg          | 3 - 2 | Heidenheim             | Grundig-Stadion      | 31 de julio | 18:30 |
| Arminia Bielefeld  | 0 - 0 | FSV Fráncfort          | Schüco Arena         | 31 de julio | 18:30 |
| Kaiserslautern     | 0 - 0 | Eintracht Braunschweig | Fritz-Walter-Stadion | 31 de julio | 20:30 |
| Bochum             | 3 - 0 | Duisburgo              | Rewirpowerstadion    | 1 de agosto | 13:00 |
| 1860 Múnich        | 0 - 1 | Friburgo               | Allianz Arena        | 1 de agosto | 15:30 |
| Fortuna Düsseldorf | 1 - 2 | Paderborn 07           | ESPRIT arena         | 2 de agosto | 13:30 |
| Karlsruher         | 1 - 2 | St. Pauli              | Wildparkstadion      | 2 de agosto | 15:30 |
| Sandhausen         | 4 - 3 | Union Berlín           | Hardtwaldstadion     | 2 de agosto | 15:30 |
| RB Leipzig         | 2 - 2 | Greuther Fürth         | Red Bull Arena       | 3 de agosto | 20:15 |

| Paderborn 07           | 0 - 6 | Sandhausen         | Benteler-Arena                | 14 de agosto | 18:30 |
| Heidenheim             | 1 - 0 | Fortuna Düsseldorf | Voith-Arena                   | 14 de agosto | 18:30 |
| FSV Fráncfort          | 1 - 2 | Karlsruher         | Frankfurter Volksbank Stadion | 14 de agosto | 18:30 |
| Friburgo               | 1 - 3 | Bochum             | Schwarzwald-Stadion           | 15 de agosto | 13:00 |
| Eintracht Braunschweig | 0 - 2 | RB Leipzig         | Eintracht-Stadion             | 15 de agosto | 13:00 |
| Union Berlín           | 2 - 2 | Kaiserslautern     | Alte Försterei                | 16 de agosto | 13:30 |
| St. Pauli              | 3 - 2 | Greuther Fürth     | Millerntor-Stadion            | 16 de agosto | 13:30 |
| Duisburgo              | 2 - 2 | Arminia Bielefeld  | Schauinsland-Reisen-Arena     | 16 de agosto | 13:30 |
| Núremberg              | 2 - 2 | 1860 Múnich        | Grundig-Stadion               | 17 de agosto | 20:15 |

| Greuther Fürth     | 0 - 2 | FSV Frankfurt          | Trolli Arena         | 21 de agosto | 18:30 |
| Sandhausen         | 0 - 0 | Heidenheim             | Hardtwaldstadion     | 21 de agosto | 18:30 |
| Arminia Bielefeld  | 0 - 2 | Eintracht Braunschweig | Schüco Arena         | 21 de agosto | 18:30 |
| Karlsruher         | 2 - 0 | Duisburgo              | Wildparkstadion      | 22 de agosto | 13:00 |
| Fortuna Düsseldorf | 1 - 2 | Friburgo               | ESPRIT arena         | 22 de agosto | 13:00 |
| RB Leipzig         | 0 - 1 | St. Pauli              | Red Bull Arena       | 23 de agosto | 13:30 |
| Bochum             | 2 - 1 | Núremberg              | Rewirpowerstadion    | 23 de agosto | 13:30 |
| 1860 Múnich        | 0 - 0 | Union Berlín           | Allianz Arena        | 23 de agosto | 13:30 |
| Kaiserslautern     | 1 - 0 | Paderborn 07           | Fritz-Walter-Stadion | 24 de agosto | 20:15 |

| Friburgo               | 4 - 1 | Sandhausen         | Schwarzwald-Stadion           | 28 de agosto | 18:30 |
| Union Berlín           | 1 - 1 | RB Leipzig         | Alte Försterei                | 28 de agosto | 18:30 |
| Heidenheim             | 3 - 1 | Kaiserslautern     | Voith-Arena                   | 28 de agosto | 18:30 |
| Paderborn 07           | 1 - 2 | Arminia Bielefeld  | Benteler-Arena                | 29 de agosto | 13:00 |
| Duisburgo              | 2 - 2 | Greuther Fürth     | Schauinsland-Reisen-Arena     | 29 de agosto | 13:00 |
| Eintracht Braunschweig | 6 - 0 | Karlsruher         | Eintracht-Stadion             | 30 de agosto | 13:30 |
| Núremberg              | 1 - 0 | Fortuna Düsseldorf | Grundig-Stadion               | 30 de agosto | 13:30 |
| FSV Frankfurt          | 1 - 0 | St. Pauli          | Frankfurter Volksbank Stadion | 30 de agosto | 13:30 |
| Bochum                 | 1 - 0 | 1860 Múnich        | Rewirpowerstadion             | 31 de agosto | 20:15 |

| Kaiserslautern     | 0 - 2 | Friburgo               | Fritz-Walter-Stadion          | 11 de septiembre | 18:30 |
| RB Leipzig         | 2 - 0 | Paderborn 07           | Red Bull Arena                | 11 de septiembre | 18:30 |
| Sandhausen         | 1 - 1 | Bochum                 | Hardtwaldstadion              | 11 de septiembre | 18:30 |
| Karlsruher         | 0 - 3 | Union Berlín           | Wildparkstadion               | 12 de septiembre | 13:00 |
| Arminia Bielefeld  | 0 - 0 | Heidenheim             | Schüco Arena                  | 12 de septiembre | 13:00 |
| Fortuna Düsseldorf | 3 - 0 | 1860 Múnich            | ESPRIT arena                  | 13 de septiembre | 13:30 |
| Greuther Fürth     | 3 - 2 | Núremberg              | Trolli Arena                  | 13 de septiembre | 13:30 |
| FSV Fráncfort      | 0 - 3 | Eintracht Braunschweig | Frankfurter Volksbank Stadion | 13 de septiembre | 13:30 |
| St. Pauli          | 2 - 0 | Duisburgo              | Millerntor-Stadion            | 14 de septiembre | 20:15 |

| Friburgo               | 2 - 2 | Arminia Bielefeld  | Schwarzwald-Stadion       | 18 de septiembre | 18:30 |
| Bochum                 | 1 - 1 | Fortuna Düsseldorf | Rewirpowerstadion         | 18 de septiembre | 18:30 |
| Heidenheim             | 1 - 1 | RB Leipzig         | Voith-Arena               | 18 de septiembre | 18:30 |
| Paderborn 07           | 2 - 0 | Karlsruher         | Benteler-Arena            | 19 de septiembre | 13:00 |
| Núremberg              | 2 - 0 | Sandhausen         | Grundig-Stadion           | 19 de septiembre | 13:00 |
| 1860 Múnich            | 1 - 1 | Kaiserslautern     | Allianz Arena             | 19 de septiembre | 13:00 |
| Eintracht Braunschweig | 0 - 0 | St. Pauli          | Eintracht-Stadion         | 20 de septiembre | 13:30 |
| Union Berlín           | 1 - 2 | Greuther Fürth     | Alte Försterei            | 20 de septiembre | 13:30 |
| Duisburgo              | 0 - 1 | FSV Frankfurt      | Schauinsland-Reisen-Arena | 20 de septiembre | 13:30 |

| Karlsruher        | 1 - 1 | Fortuna Düsseldorf     | Wildparkstadion               | 22 de septiembre | 17:30 |
| Kaiserslautern    | 0 - 3 | Núremberg              | Fritz-Walter-Stadion          | 22 de septiembre | 17:30 |
| Sandhausen        | 1 - 1 | 1860 Múnich            | Hardtwaldstadion              | 22 de septiembre | 17:30 |
| Arminia Bielefeld | 1 - 1 | Bochum                 | Schüco Arena                  | 22 de septiembre | 17:30 |
| Greuther Fürth    | 3 - 0 | Paderborn 07           | Trolli Arena                  | 23 de septiembre | 17:30 |
| St. Pauli         | 1 - 0 | Heidenheim             | Millerntor-Stadion            | 23 de septiembre | 17:30 |
| FSV Frankfurt     | 3 - 2 | Union Berlín           | Frankfurter Volksbank Stadion | 23 de septiembre | 17:30 |
| Duisburgo         | 0 - 5 | Eintracht Braunschweig | Schauinsland-Reisen-Arena     | 23 de septiembre | 17:30 |
| RB Leipzig        | 1 - 1 | Friburgo               | Red Bull Arena                | 24 de septiembre | 20:15 |

| Núremberg              | 2 - 2 | Arminia Bielefeld | Grundig-Stadion     | 25 de septiembre | 18:30 |
| Fortuna Düsseldorf     | 0 - 1 | Sandhausen        | ESPRIT arena        | 25 de septiembre | 18:30 |
| Bochum                 | 1 - 2 | Kaiserslautern    | Rewirpowerstadion   | 25 de septiembre | 18:30 |
| Paderborn 07           | 0 - 0 | St. Pauli         | Benteler-Arena      | 26 de septiembre | 13:00 |
| Union Berlín           | 3 - 2 | Duisburgo         | Alte Försterei      | 26 de septiembre | 13:00 |
| Friburgo               | 2 - 0 | FSV Fráncfort     | Schwarzwald-Stadion | 27 de septiembre | 13:30 |
| 1860 Múnich            | 2 - 2 | RB Leipzig        | Allianz Arena       | 27 de septiembre | 13:30 |
| Heidenheim             | 1 - 1 | Karlsruher        | Voith-Arena         | 27 de septiembre | 13:30 |
| Eintracht Braunschweig | 0 - 1 | Greuther Fürth    | Eintracht-Stadion   | 28 de septiembre | 20:15 |

| Kaiserslautern         | 3 - 0 | Fortuna Düsseldorf | Fritz-Walter-Stadion          | 2 de octubre | 18:30 |
| FSV Fráncfort          | 0 - 4 | Heidenheim         | Frankfurter Volksbank Stadion | 2 de octubre | 18:30 |
| Arminia Bielefeld      | 1 - 1 | 1860 Múnich        | Schüco Arena                  | 2 de octubre | 18:30 |
| Greuther Fürth         | 0 - 5 | Bochum             | Trolli Arena                  | 3 de octubre | 13:00 |
| St. Pauli              | 1 - 3 | Sandhausen         | Millerntor-Stadion            | 3 de octubre | 13:00 |
| RB Leipzig             | 3 - 2 | Núremberg          | Red Bull Arena                | 4 de octubre | 13:30 |
| Eintracht Braunschweig | 2 - 1 | Union Berlín       | Eintracht-Stadion             | 4 de octubre | 13:30 |
| Karlsruher             | 1 - 1 | Friburgo           | Wildparkstadion               | 4 de octubre | 13:30 |
| Duisburgo              | 1 - 0 | Paderborn 07       | Schauinsland-Reisen-Arena     | 5 de octubre | 20:15 |

| Paderborn 07       | 2 - 0 | Eintracht Braunschweig | Benteler-Arena      | 16 de octubre | 18:30 |
| Fortuna Düsseldorf | 1 - 0 | Arminia Bielefeld      | ESPRIT arena        | 16 de octubre | 18:30 |
| Sandhausen         | 1 - 0 | Kaiserslautern         | Hardtwaldstadion    | 16 de octubre | 18:30 |
| Núremberg          | 1 - 1 | FSV Fráncfort          | Grundig-Stadion     | 17 de octubre | 13:00 |
| Union Berlín       | 3 - 3 | St. Pauli              | Alte Försterei      | 17 de octubre | 13:00 |
| Bochum             | 0 - 1 | RB Leipzig             | Rewirpowerstadion   | 18 de octubre | 13:30 |
| Friburgo           | 5 - 2 | Greuther Fürth         | Schwarzwald-Stadion | 18 de octubre | 13:30 |
| Heidenheim         | 1 - 0 | Duisburgo              | Voith-Arena         | 18 de octubre | 13:30 |
| 1860 Múnich        | 0 - 1 | Karlsruher             | Allianz Arena       | 19 de octubre | 20:15 |

| RB Leipzig             | 2 - 1 | Fortuna Düsseldorf | Red Bull Arena                | 23 de octubre | 18:30 |
| FSV Frankfurt          | 3 - 2 | Bochum             | Frankfurter Volksbank Stadion | 23 de octubre | 18:30 |
| Greuther Fürth         | 1 - 0 | 1860 Múnich        | Trolli Arena                  | 23 de octubre | 18:30 |
| Karlsruher             | 2 - 0 | Kaiserslautern     | Wildparkstadion               | 24 de octubre | 13:00 |
| Union Berlín           | 0 - 2 | Paderborn 07       | Alte Försterei                | 24 de octubre | 13:00 |
| Duisburgo              | 0 - 0 | Núremberg          | Schauinsland-Reisen-Arena     | 24 de octubre | 13:00 |
| Eintracht Braunschweig | 1 - 0 | Heidenheim         | Eintracht-Stadion             | 25 de octubre | 13:30 |
| St. Pauli              | 1 - 0 | Friburgo           | Millerntor-Stadion            | 25 de octubre | 13:30 |
| Arminia Bielefeld      | 0 - 0 | Sandhausen         | Schüco Arena                  | 25 de octubre | 13:30 |

| Bochum             | 1 - 1 | St. Pauli              | Rewirpowerstadion    | 30 de octubre  | 18:30 |
| Fortuna Düsseldorf | 1 - 0 | Greuther Fürth         | ESPRIT arena         | 30 de octubre  | 18:30 |
| Kaiserslautern     | 0 - 2 | Arminia Bielefeld      | Fritz-Walter-Stadion | 30 de octubre  | 18:30 |
| Paderborn 07       | 1 - 1 | FSV Fráncfort          | Benteler-Arena       | 31 de octubre  | 13:00 |
| Heidenheim         | 0 - 2 | Union Berlín           | Voith-Arena          | 31 de octubre  | 13:00 |
| Friburgo           | 2 - 2 | Eintracht Braunschweig | Schwarzwald-Stadion  | 1 de noviembre | 13:30 |
| 1860 Múnich        | 1 - 0 | Duisburgo              | Allianz Arena        | 1 de noviembre | 13:30 |
| Sandhausen         | 1 - 2 | RB Leipzig             | Hardtwaldstadion     | 1 de noviembre | 13:30 |
| Núremberg          | 0 - 0 | Karlsruher             | Grundig-Stadion      | 2 de noviembre | 20:15 |

| Karlsruher             | 3 - 0 | Bochum             | Wildparkstadion               | 6 de noviembre | 18:30 |
| Greuther Fürth         | 0 - 0 | Arminia Bielefeld  | Trolli Arena                  | 6 de noviembre | 18:30 |
| FSV Fráncfort          | 0 - 1 | Sandhausen         | Frankfurter Volksbank Stadion | 6 de noviembre | 18:30 |
| Union Berlín           | 3 - 3 | Núremberg          | Alte Försterei                | 7 de noviembre | 13:00 |
| Duisburgo              | 1 - 1 | Friburgo           | Schauinsland-Reisen-Arena     | 7 de noviembre | 13:00 |
| Paderborn 07           | 1 - 1 | Heidenheim         | Benteler-Arena                | 8 de noviembre | 13:30 |
| RB Leipzig             | 0 - 2 | Kaiserslautern     | Red Bull Arena                | 8 de noviembre | 13:30 |
| Eintracht Braunschweig | 0 - 0 | 1860 Múnich        | Eintracht-Stadion             | 8 de noviembre | 13:30 |
| St. Pauli              | 4 - 0 | Fortuna Düsseldorf | Millerntor-Stadion            | 9 de noviembre | 20:15 |

| Fortuna Düsseldorf | 1 - 1 | Duisburgo              | ESPRIT arena         | 20 de noviembre | 18:30 |
| Bochum             | 1 - 1 | Union Berlín           | Rewirpowerstadion    | 20 de noviembre | 18:30 |
| Sandhausen         | 3 - 1 | Karlsruher             | Hardtwaldstadion     | 20 de noviembre | 18:30 |
| 1860 Múnich        | 2 - 0 | St. Pauli              | Allianz Arena        | 21 de noviembre | 13:00 |
| Arminia Bielefeld  | 0 - 1 | RB Leipzig             | Schüco Arena         | 21 de noviembre | 13:00 |
| Friburgo           | 4 - 1 | Paderborn 07           | Schwarzwald-Stadion  | 22 de noviembre | 13:30 |
| Kaiserslautern     | 1 - 1 | FSV Fráncfort          | Fritz-Walter-Stadion | 22 de noviembre | 13:30 |
| Heidenheim         | 1 - 2 | Greuther Fürth         | Voith-Arena          | 22 de noviembre | 13:30 |
| Núremberg          | 2 - 1 | Eintracht Braunschweig | Grundig-Stadion      | 23 de noviembre | 20:15 |

| Eintracht Braunschweig | 1 - 0 | Bochum             | Eintracht-Stadion             | 27 de noviembre | 18:30 |
| Greuther Fürth         | 2 - 4 | Kaiserslautern     | Trolli Arena                  | 27 de noviembre | 18:30 |
| Heidenheim             | 1 - 2 | Friburgo           | Voith-Arena                   | 27 de noviembre | 18:30 |
| Paderborn 07           | 4 - 4 | 1860 Múnich        | Benteler-Arena                | 28 de noviembre | 13:00 |
| Union Berlín           | 1 - 1 | Arminia Bielefeld  | Alte Försterei                | 28 de noviembre | 13:00 |
| St. Pauli              | 0 - 4 | Núremberg          | Millerntor-Stadion            | 29 de noviembre | 13:30 |
| FSV Fráncfort          | 1 - 2 | Fortuna Düsseldorf | Frankfurter Volksbank Stadion | 29 de noviembre | 13:30 |
| Duisburgo              | 3 - 0 | Sandhausen         | Schauinsland-Reisen-Arena     | 29 de noviembre | 13:30 |
| Karlsruher             | 0 - 1 | RB Leipzig         | Wildparkstadion               | 30 de noviembre | 20:15 |

| Núremberg          | 2 - 1 | Paderborn 07           | Grundig-Stadion      | 4 de diciembre | 18:30 |
| 1860 Múnich        | 0 - 1 | FSV Frankfurt          | Allianz Arena        | 4 de diciembre | 18:30 |
| Sandhausen         | 1 - 1 | Greuther Fürth         | Hardtwaldstadion     | 4 de diciembre | 18:30 |
| Friburgo           | 3 - 0 | Union Berlín           | Schwarzwald-Stadion  | 5 de diciembre | 13:00 |
| Arminia Bielefeld  | 2 - 1 | Karlsruher             | Schüco Arena         | 5 de diciembre | 13:00 |
| Kaiserslautern     | 1 - 2 | St. Pauli              | Fritz-Walter-Stadion | 6 de diciembre | 13:30 |
| RB Leipzig         | 4 - 2 | Duisburgo              | Red Bull Arena       | 6 de diciembre | 13:30 |
| Bochum             | 1 - 1 | Heidenheim             | Rewirpowerstadion    | 6 de diciembre | 13:30 |
| Fortuna Düsseldorf | 1 - 0 | Eintracht Braunschweig | ESPRIT arena         | 7 de diciembre | 20:15 |

### Segunda rueda
| Bochum             | 4 - 0 | Paderborn 07           | Rewirpowerstadion    | 11 de diciembre | 18:30 |
| 1860 Múnich        | 1 - 3 | Heidenheim             | Allianz Arena        | 11 de diciembre | 18:30 |
| Sandhausen         | 0 - 2 | Eintracht Braunschweig | Hardtwaldstadion     | 11 de diciembre | 18:30 |
| Karlsruher         | 1 - 0 | Greuther Fürth         | Wildparkstadion      | 12 de diciembre | 13:00 |
| Fortuna Düsseldorf | 0 - 3 | Union Berlín           | ESPRIT arena         | 12 de diciembre | 13:00 |
| Kaiserslautern     | 2 - 0 | Duisburgo              | Fritz-Walter-Stadion | 13 de diciembre | 13:30 |
| RB Leipzig         | 3 - 1 | FSV Fráncfort          | Red Bull Arena       | 13 de diciembre | 13:30 |
| Núremberg          | 2 - 1 | Friburgo               | Grundig-Stadion      | 13 de diciembre | 13:30 |
| Arminia Bielefeld  | 0 - 0 | St. Pauli              | Schüco Arena         | 14 de diciembre | 20:15 |

| Union Berlín           | 1 - 0 | Sandhausen         | Alte Försterei                | 18 de diciembre | 18:30 |
| St. Pauli              | 1 - 2 | Karlsruher         | Millerntor-Stadion            | 18 de diciembre | 18:30 |
| FSV Fráncfort          | 1 - 2 | Arminia Bielefeld  | Frankfurter Volksbank Stadion | 18 de diciembre | 18:30 |
| Greuther Fürth         | 1 - 2 | RB Leipzig         | Trolli Arena                  | 19 de diciembre | 13:00 |
| Heidenheim             | 0 - 3 | Núremberg          | Voith-Arena                   | 19 de diciembre | 13:00 |
| Friburgo               | 3 - 0 | 1860 Múnich        | Schwarzwald-Stadion           | 20 de diciembre | 13:30 |
| Eintracht Braunschweig | 1 - 1 | Kaiserslautern     | Eintracht-Stadion             | 20 de diciembre | 13:30 |
| Duisburgo              | 0 - 0 | Bochum             | Schauinsland-Reisen-Arena     | 20 de diciembre | 13:30 |
| Paderborn 07           | 0 - 0 | Fortuna Düsseldorf | Benteler-Arena                | 21 de diciembre | 20:15 |

| Kaiserslautern     | 2 - 2 | Union Berlín           | Fritz-Walter-Stadion | 5 de febrero | 18:30 |
| Bochum             | 2 - 0 | Friburgo               | Rewirpowerstadion    | 5 de febrero | 18:30 |
| Sandhausen         | 1 - 0 | Paderborn 07           | Hardtwaldstadion     | 5 de febrero | 18:30 |
| Fortuna Düsseldorf | 0 - 1 | Heidenheim             | ESPRIT arena         | 6 de febrero | 13:00 |
| 1860 Múnich        | 0 - 1 | Núremberg              | Allianz Arena        | 6 de febrero | 13:00 |
| Karlsruher         | 1 - 1 | FSV Fráncfort          | Wildparkstadion      | 7 de febrero | 13:30 |
| RB Leipzig         | 2 - 0 | Eintracht Braunschweig | Red Bull Arena       | 7 de febrero | 13:30 |
| Greuther Fürth     | 0 - 2 | St. Pauli              | Trolli Arena         | 7 de febrero | 13:30 |
| Arminia Bielefeld  | 2 - 1 | Duisburgo              | Schüco Arena         | 8 de febrero | 20:15 |

| Paderborn 07           | 0 - 4 | Kaiserslautern     | Benteler-Arena                | 12 de febrero | 18:30 |
| St. Pauli              | 1 - 0 | RB Leipzig         | Millerntor-Stadion            | 12 de febrero | 18:30 |
| FSV Fráncfort          | 1 - 2 | Greuther Fürth     | Frankfurter Volksbank Stadion | 12 de febrero | 18:30 |
| Duisburgo              | 0 - 1 | Karlsruher         | Schauinsland-Reisen-Arena     | 13 de febrero | 13:00 |
| Heidenheim             | 1 - 1 | Sandhausen         | Voith-Arena                   | 13 de febrero | 13:00 |
| Eintracht Braunschweig | 1 - 0 | Arminia Bielefeld  | Eintracht-Stadion             | 14 de febrero | 13:30 |
| Union Berlín           | 3 - 0 | 1860 Múnich        | Alte Försterei                | 14 de febrero | 13:30 |
| Friburgo               | 1 - 2 | Fortuna Düsseldorf | Schwarzwald-Stadion           | 14 de febrero | 13:30 |
| Núremberg              | 1 - 1 | Bochum             | Grundig-Stadion               | 15 de febrero | 20:15 |

| RB Leipzig         | 3 - 0 | Union Berlín           | Red Bull Arena       | 19 de febrero | 18:30 |
| Greuther Fürth     | 1 - 1 | Duisburgo              | Trolli Arena         | 19 de febrero | 18:30 |
| St. Pauli          | 1 - 3 | FSV Frankfurt          | Millerntor-Stadion   | 19 de febrero | 18:30 |
| Karlsruher         | 2 - 2 | Eintracht Braunschweig | Wildparkstadion      | 20 de febrero | 13:00 |
| Kaiserslautern     | 2 - 2 | Heidenheim             | Fritz-Walter-Stadion | 20 de febrero | 13:00 |
| 1860 Múnich        | 1 - 1 | Bochum                 | Allianz Arena        | 21 de febrero | 13:30 |
| Sandhausen         | 0 - 2 | Friburgo               | Hardtwaldstadion     | 21 de febrero | 13:30 |
| Arminia Bielefeld  | 1 - 1 | Paderborn 07           | Schüco Arena         | 21 de febrero | 13:30 |
| Fortuna Düsseldorf | 1 - 1 | Núremberg              | ESPRIT arena         | 22 de febrero | 20:15 |

| Paderborn 07           | 0 - 1 | RB Leipzig         | Benteler-Arena            | 26 de febrero | 18:30 |
| Núremberg              | 2 - 1 | Greuther Fürth     | Grundig-Stadion           | 26 de febrero | 18:30 |
| Union Berlín           | 2 - 1 | Karlsruher         | Alte Försterei            | 26 de febrero | 18:30 |
| Friburgo               | 2 - 0 | Kaiserslautern     | Schwarzwald-Stadion       | 27 de febrero | 13:00 |
| Bochum                 | 3 - 2 | Sandhausen         | Rewirpowerstadion         | 27 de febrero | 13:00 |
| 1860 Múnich            | 3 - 2 | Fortuna Düsseldorf | Allianz Arena             | 27 de febrero | 13:00 |
| Eintracht Braunschweig | 0 - 0 | FSV Fráncfort      | Eintracht-Stadion         | 28 de febrero | 13:30 |
| Heidenheim             | 3 - 2 | Arminia Bielefeld  | Voith-Arena               | 28 de febrero | 13:30 |
| Duisburgo              | 0 - 2 | St. Pauli          | Schauinsland-Reisen-Arena | 28 de febrero | 13:30 |

| Karlsruher         | 0 - 0 | Paderborn 07           | Wildparkstadion               | 1 de marzo | 17:30 |
| Kaiserslautern     | 0 - 1 | 1860 Múnich            | Fritz-Walter-Stadion          | 1 de marzo | 17:30 |
| Fortuna Düsseldorf | 1 - 3 | Bochum                 | ESPRIT arena                  | 1 de marzo | 17:30 |
| Greuther Fürth     | 2 - 0 | Union Berlín           | Trolli Arena                  | 1 de marzo | 17:30 |
| Sandhausen         | 0 - 2 | Núremberg              | Hardtwaldstadion              | 1 de marzo | 17:30 |
| RB Leipzig         | 3 - 1 | Heidenheim             | Red Bull Arena                | 2 de marzo | 17:30 |
| FSV Fráncfort      | 3 - 3 | Duisburgo              | Frankfurter Volksbank Stadion | 2 de marzo | 17:30 |
| Arminia Bielefeld  | 1 - 4 | Friburgo               | Schüco Arena                  | 2 de marzo | 17:30 |
| St. Pauli          | 1 - 0 | Eintracht Braunschweig | Millerntor-Stadion            | 3 de marzo | 20:30 |

| Fortuna Düsseldorf     | 0 - 1 | Karlsruher        | ESPRIT arena        | 4 de marzo | 18:30 |
| 1860 Múnich            | 3 - 2 | Sandhausen        | Allianz Arena       | 4 de marzo | 18:30 |
| Núremberg              | 2 - 1 | Kaiserslautern    | Grundig-Stadion     | 4 de marzo | 18:30 |
| Paderborn 07           | 1 - 1 | Greuther Fürth    | Benteler-Arena      | 5 de marzo | 13:00 |
| Union Berlín           | 4 - 0 | FSV Fráncfort     | Alte Försterei      | 5 de marzo | 13:00 |
| Eintracht Braunschweig | 1 - 1 | Duisburgo         | Eintracht-Stadion   | 6 de marzo | 13:30 |
| Bochum                 | 2 - 2 | Arminia Bielefeld | Rewirpowerstadion   | 6 de marzo | 13:30 |
| Heidenheim             | 2 - 0 | St. Pauli         | Voith-Arena         | 6 de marzo | 13:30 |
| Friburgo               | 2 - 1 | RB Leipzig        | Schwarzwald-Stadion | 7 de marzo | 20:15 |

| Greuther Fürth    | 3 - 0 | Eintracht Braunschweig | Trolli Arena                  | 11 de marzo | 18:30 |
| St. Pauli         | 3 - 4 | Paderborn 07           | Millerntor-Stadion            | 11 de marzo | 18:30 |
| Arminia Bielefeld | 0 - 4 | Núremberg              | Schüco Arena                  | 11 de marzo | 18:30 |
| Sandhausen        | 1 - 0 | Fortuna Düsseldorf     | Hardtwaldstadion              | 12 de marzo | 13:00 |
| Duisburgo         | 2 - 1 | Union Berlín           | Schauinsland-Reisen-Arena     | 12 de marzo | 13:00 |
| Karlsruher        | 0 - 0 | Heidenheim             | Wildparkstadion               | 13 de marzo | 13:30 |
| RB Leipzig        | 2 - 1 | 1860 Múnich            | Red Bull Arena                | 13 de marzo | 13:30 |
| FSV Fráncfort     | 1 - 3 | Friburgo               | Frankfurter Volksbank Stadion | 13 de marzo | 13:30 |
| Kaiserslautern    | 0 - 2 | Bochum                 | Fritz-Walter-Stadion          | 14 de marzo | 20:15 |

| Paderborn 07       | 0 - 0 | Duisburgo              | Benteler-Arena      | 18 de marzo | 18:30 |
| Union Berlín       | 3 - 1 | Eintracht Braunschweig | Alte Försterei      | 18 de marzo | 18:30 |
| Heidenheim         | 2 - 2 | FSV Fráncfort          | Voith-Arena         | 18 de marzo | 18:30 |
| Fortuna Düsseldorf | 4 - 3 | Kaiserslautern         | ESPRIT arena        | 19 de marzo | 13:00 |
| Sandhausen         | 0 - 2 | St. Pauli              | Hardtwaldstadion    | 19 de marzo | 13:00 |
| Núremberg          | 3 - 1 | RB Leipzig             | Grundig-Stadion     | 20 de marzo | 13:30 |
| Bochum             | 2 - 2 | Greuther Fürth         | Rewirpowerstadion   | 20 de marzo | 13:30 |
| 1860 Múnich        | 1 - 1 | Arminia Bielefeld      | Allianz Arena       | 20 de marzo | 13:30 |
| Friburgo           | 1 - 0 | Karlsruher             | Schwarzwald-Stadion | 21 de marzo | 20:15 |

| Eintracht Braunschweig | 2 - 1 | Paderborn 07       | Eintracht-Stadion             | 1 de abril | 18:30 |
| St. Pauli              | 0 - 0 | Union Berlín       | Millerntor-Stadion            | 1 de abril | 18:30 |
| Duisburgo              | 0 - 2 | Heidenheim         | Schauinsland-Reisen-Arena     | 1 de abril | 18:30 |
| RB Leipzig             | 3 - 1 | Bochum             | Red Bull Arena                | 2 de abril | 13:00 |
| Arminia Bielefeld      | 0 - 0 | Fortuna Düsseldorf | Schüco Arena                  | 2 de abril | 13:00 |
| Karlsruher             | 3 - 1 | 1860 Múnich        | Wildparkstadion               | 3 de abril | 13:30 |
| Kaiserslautern         | 2 - 0 | Sandhausen         | Fritz-Walter-Stadion          | 3 de abril | 13:30 |
| FSV Fráncfort          | 0 - 3 | Núremberg          | Frankfurter Volksbank Stadion | 3 de abril | 13:30 |
| Greuther Fürth         | 2 - 3 | Friburgo           | Trolli Arena                  | 4 de abril | 20:15 |

| Paderborn 07       | 0 - 4 | Union Berlín           | Benteler-Arena       | 8 de abril  | 18:30 |
| 1860 Múnich        | 0 - 1 | Greuther Fürth         | Allianz Arena        | 8 de abril  | 18:30 |
| Heidenheim         | 2 - 2 | Eintracht Braunschweig | Voith-Arena          | 8 de abril  | 18:30 |
| Bochum             | 4 - 1 | FSV Fráncfort          | Rewirpowerstadion    | 9 de abril  | 13:00 |
| Sandhausen         | 1 - 4 | Arminia Bielefeld      | Hardtwaldstadion     | 9 de abril  | 13:00 |
| Friburgo           | 4 - 3 | St. Pauli              | Schwarzwald-Stadion  | 10 de abril | 13:30 |
| Kaiserslautern     | 0 - 0 | Karlsruher             | Fritz-Walter-Stadion | 10 de abril | 13:30 |
| Núremberg          | 1 - 2 | Duisburgo              | Grundig-Stadion      | 10 de abril | 13:30 |
| Fortuna Düsseldorf | 1 - 3 | RB Leipzig             | ESPRIT arena         | 11 de abril | 20:15 |

| RB Leipzig             | 0 - 1 | Sandhausen         | Red Bull Arena                | 15 de abril | 18:30 |
| FSV Fráncfort          | 0 - 2 | Paderborn 07       | Frankfurter Volksbank Stadion | 15 de abril | 18:30 |
| Duisburgo              | 2 - 1 | 1860 Múnich        | Schauinsland-Reisen-Arena     | 15 de abril | 18:30 |
| Karlsruher             | 2 - 1 | Núremberg          | Wildparkstadion               | 16 de abril | 13:00 |
| St. Pauli              | 2 - 0 | Bochum             | Millerntor-Stadion            | 16 de abril | 13:00 |
| Union Berlín           | 1 - 0 | Heidenheim         | Alte Försterei                | 17 de abril | 13:30 |
| Greuther Fürth         | 3 - 1 | Fortuna Düsseldorf | Trolli Arena                  | 17 de abril | 13:30 |
| Arminia Bielefeld      | 0 - 1 | Kaiserslautern     | Schüco Arena                  | 17 de abril | 13:30 |
| Eintracht Braunschweig | 2 - 2 | Friburgo           | Eintracht-Stadion             | 18 de abril | 20:15 |

| Friburgo           | 3 - 0 | Duisburgo              | Schwarzwald-Stadion  | 22 de abril | 18:30 |
| Fortuna Düsseldorf | 1 - 1 | St. Pauli              | ESPRIT arena         | 22 de abril | 18:30 |
| Bochum             | 1 - 1 | Karlsruher             | Rewirpowerstadion    | 22 de abril | 18:30 |
| Núremberg          | 6 - 2 | Union Berlín           | Grundig-Stadion      | 23 de abril | 13:00 |
| Heidenheim         | 1 - 1 | Paderborn 07           | Voith-Arena          | 23 de abril | 13:00 |
| 1860 Múnich        | 1 - 0 | Eintracht Braunschweig | Allianz Arena        | 24 de abril | 13:30 |
| Sandhausen         | 1 - 0 | FSV Fráncfort          | Hardtwaldstadion     | 24 de abril | 13:30 |
| Arminia Bielefeld  | 4 - 2 | Greuther Fürth         | Schüco Arena         | 24 de abril | 13:30 |
| Kaiserslautern     | 1 - 1 | RB Leipzig             | Fritz-Walter-Stadion | 25 de abril | 20:15 |

| Paderborn 07           | 1 - 2 | Friburgo           | Benteler-Arena                | 29 de abril | 18:30 |
| RB Leipzig             | 1 - 1 | Arminia Bielefeld  | Red Bull Arena                | 29 de abril | 18:30 |
| Union Berlín           | 1 - 0 | Bochum             | Alte Försterei                | 29 de abril | 18:30 |
| St. Pauli              | 0 - 2 | 1860 Múnich        | Millerntor-Stadion            | 29 de abril | 18:30 |
| FSV Fráncfort          | 1 - 4 | Kaiserslautern     | Frankfurter Volksbank Stadion | 29 de abril | 18:30 |
| Duisburgo              | 2 - 1 | Fortuna Düsseldorf | Schauinsland-Reisen-Arena     | 29 de abril | 18:30 |
| Eintracht Braunschweig | 3 - 1 | Núremberg          | Eintracht-Stadion             | 30 de abril | 13:00 |
| Greuther Fürth         | 0 - 2 | Heidenheim         | Trolli Arena                  | 30 de abril | 13:00 |
| Karlsruher             | 3 - 0 | Sandhausen         | Wildparkstadion               | 2 de mayo   | 18:30 |

| Friburgo           | 2 - 0 | Heidenheim             | Schwarzwald-Stadion  | 8 de mayo | 15:30 |
| Kaiserslautern     | 3 - 1 | Greuther Fürth         | Fritz-Walter-Stadion | 8 de mayo | 15:30 |
| RB Leipzig         | 2 - 0 | Karlsruher             | Red Bull Arena       | 8 de mayo | 15:30 |
| Núremberg          | 1 - 0 | St. Pauli              | Grundig-Stadion      | 8 de mayo | 15:30 |
| Fortuna Düsseldorf | 1 - 0 | FSV Fráncfort          | ESPRIT arena         | 8 de mayo | 15:30 |
| Bochum             | 2 - 3 | Eintracht Braunschweig | Rewirpowerstadion    | 8 de mayo | 15:30 |
| 1860 Múnich        | 1 - 0 | Paderborn 07           | Allianz Arena        | 8 de mayo | 15:30 |
| Sandhausen         | 2 - 2 | Duisburgo              | Hardtwaldstadion     | 8 de mayo | 15:30 |
| Arminia Bielefeld  | 2 - 0 | Union Berlín           | Schüco Arena         | 8 de mayo | 15:30 |

| Paderborn 07           | 0 - 1 | Núremberg          | Benteler-Arena                | 15 de mayo | 15:30 |
| Karlsruher             | 1 - 1 | Arminia Bielefeld  | Wildparkstadion               | 15 de mayo | 15:30 |
| Eintracht Braunschweig | 0 - 2 | Fortuna Düsseldorf | Eintracht-Stadion             | 15 de mayo | 15:30 |
| Union Berlín           | 2 - 1 | Friburgo           | Alte Försterei                | 15 de mayo | 15:30 |
| Greuther Fürth         | 3 - 1 | Sandhausen         | Trolli Arena                  | 15 de mayo | 15:30 |
| St. Pauli              | 5 - 2 | Kaiserslautern     | Millerntor-Stadion            | 15 de mayo | 15:30 |
| Heidenheim             | 2 - 4 | Bochum             | Voith-Arena                   | 15 de mayo | 15:30 |
| FSV Frankfurt          | 2 - 1 | 1860 Múnich        | Frankfurter Volksbank Stadion | 15 de mayo | 15:30 |
| Duisburgo              | 1 - 0 | RB Leipzig         | Schauinsland-Reisen-Arena     | 15 de mayo | 15:30 |

### Campeón
|                                                 |
|                                                 |
| Friburgo 4.° título Asciende a la 1. Bundesliga |
| También asciende el RB Leipzig como subcampeón. |

## Play-offs de ascenso y descenso

### Partido por el ascenso
| 19 de mayo de 2016, 20:30 | Eintracht Frankfurt | 1:1 (0:1) | Núremberg       | Commerzbank-Arena, Fráncfort                               |                                                            |
|                           | Gaćinović 65'       | Reporte   | Russ 42' (a.g.) | Asistencia: 51 500 espectadores Árbitro(s): Daniel Siebert | Asistencia: 51 500 espectadores Árbitro(s): Daniel Siebert |

| 23 de mayo de 2016, 20:30 | Núremberg | 0:1 (0:0) | Eintracht Frankfurt | Grundig-Stadion, Núremberg                                    |                                                               |
|                           |           | Reporte   | Seferović 66'       | Asistencia: 50 000 espectadores Árbitro(s): Christian Dingert | Asistencia: 50 000 espectadores Árbitro(s): Christian Dingert |

- Eintracht Frankfurt ganó en el resultado global con un marcador de 2 - 1, por tanto logró la permanencia en la 1. Bundesliga para la siguiente temporada.

### Partido por el descenso
| 20 de mayo de 2016, 19:10 | Würzburger Kickers         | 2:0 (1:0) | Duisburgo | flyeralarm-Arena, Würzburgo                                |                                                            |
|                           | Weil 10' (pen.) · Nagy 79' | Reporte   |           | Asistencia: 9806 espectadores Árbitro(s): Sascha Stegemann | Asistencia: 9806 espectadores Árbitro(s): Sascha Stegemann |

| 24 de mayo de 2016, 19:10 | Duisburgo                | 1:2 (1:1) | Würzburger Kickers            | Schauinsland-Reisen-Arena, Duisburgo                       |                                                            |
|                           | Schoppenhauer 33' (a.g.) | Reporte   | Soriano 37' · Benatelli 90+2' | Asistencia: 29 500 espectadores Árbitro(s): Tobias Stieler | Asistencia: 29 500 espectadores Árbitro(s): Tobias Stieler |

- Würzburger Kickers ganó en el resultado global con un marcador de 4 - 1, por tanto logró el ascenso a la 2. Bundesliga para la siguiente temporada.

## Estadísticas
| Jugador           | Equipo             | Goles | Partidos | Penalti | Media |
| ----------------- | ------------------ | ----- | -------- | ------- | ----- |
| Simon Terodde     | VfL Bochum         | 25    | 33       | 4       | 0.75  |
| Nils Petersen     | SC Friburgo        | 21    | 32       | 6       | 0.65  |
| Bobby Wood        | 1. FC Union Berlin | 17    | 31       | 2       | 0.54  |
| Niclas Füllkrug   | FC Núremberg       | 14    | 30       | 2       | 0.46  |
| Vincenzo Grifo    | SC Friburgo        | 14    | 31       | 1       | 0.45  |
| Guido Burgstaller | FC Núremberg       | 13    | 33       | 0       | 0.39  |
| Sebastian Freis   | Greuther Furth     | 12    | 30       | 0       | 0.4   |
| Fabian Klos       | Arminia Bielefeld  | 12    | 32       | 0       | 0.37  |
| Damir Kreilach    | 1. FC Union Berlin | 12    | 32       | 0       | 0.37  |
| Davie Selke       | RB Leipzig         | 10    | 30       | 0       | 0.33  |

| Jugador     | Equipo       | Autogoles |
| ----------- | ------------ | --------- |
| Kevin Wolze | MSV Duisburg | 1         |
| Por definir |              |           |
| Por definir |              |           |

| Jugador            | Equipo          | Asistencias | Partidos |
| ------------------ | --------------- | ----------- | -------- |
| Vincenzo Grifo     | SC Freiburg     | 11          | 31       |
| Jürgen Gjasula     | Greuther Furth  | 9           | 29       |
| Kevin Möhwald      | FC Núremberg    | 9           | 27       |
| Maximilian Philipp | SC Friburgo     | 9           | 31       |
| Michael Liendl     | TSV 1860 Múnich | 8           | 29       |
| Guido Burgstaller  | FC Núremberg    | 7           | 33       |
| Mike Frantz        | SC Friburgo     | 7           | 31       |
| Tim Hoogland       | VfL Bochum      | 7           | 33       |

| Jugador         | Equipo             | Amonestaciones | Partidos |
| --------------- | ------------------ | -------------- | -------- |
| Benjamin Kessel | 1. FC Union Berlin | 13             | 29       |
| Tim Leibold     | FC Núremberg       | 12             | 28       |
| James Holland   | MSV Duisburgo      | 12             | 29       |
| Dominic Peitz   | Karlsruher SC      | 12             | 23       |
| Stefan Kulovits | SV Sandhausen      | 12             | 30       |
| Sören Brandy    | 1. FC Union Berlin | 12             | 30       |

| Jugador           | Equipo                 | Expulsiones | Partidos |
| ----------------- | ---------------------- | ----------- | -------- |
| Brian Behrendt    | Arminia Bielefeld      | 2           | 28       |
| Philipp Klingmann | SV Sandhausen          | 2           | 27       |
| Saulo Decarli     | Eintracht Braunschweig | 2           | 29       |
| Dave Bulthuis     | FC Núremberg           | 2           | 28       |